# Tx-transform
tx-transform ist eine von Martin Reinhart durchgeführte Implementierung der sogenannten Slitscan-Aufnahmetechnik.
Es handelt sich dabei um eine Filmtechnik, welche die Zeit (t)- und eine der Raumachsen (x oder y) im Film miteinander vertauscht. Normalerweise bildet jeder einzelne Filmkader den ganzen Raum, aber nur einen kurzen Moment der Zeit (1/24 Sekunde) ab. Bei tx-transformierten Filmen ist es genau umgekehrt: Jeder Filmkader zeigt die gesamte Zeit, aber nur einen winzigen Teil des Raumes – bei Schnitten entlang der horizontalen Raumachse wird so der linke Teil des Bildes zum „Vorher“, der rechte Teil zum „Nachher“.
tx-transform ist auch der Titel eines Kurzfilms (Österreich 1998, 35 mm, Cinemascope, Dauer: 5 Min.), den Martin Reinhart gemeinsam mit Virgil Widrich gedreht hat, in welchem diese Technik erstmals zum Einsatz kommt.

## Entstehung
Seit 1992 arbeitet Martin Reinhart daran, ein Verfahren zu entwickeln, welches das filmische Ordnungssystem sozusagen umstülpt und dadurch quer zur Zeitachse lesbar macht. Mit tx-transform können Abfolgen erzeugt werden, in denen die filmische Repräsentation nicht mehr alleine durch die räumliche Präsenz eines Gegenstandes festgelegt ist, sondern in ihrer Form vom komplexen Zusammenspiel relativer Bewegungen abhängt. Gegenstände im Film werden demnach nicht mehr als Abbild eines konkreten Vorhandenseins definiert, sondern als Zuständlichkeit in der Zeit.

## Filmische Bewegungsdarstellungen
Wenn ein ruhender Gegenstand aufgezeichnet wird, ist es prinzipiell gleichgültig, ob bei der Aufnahme oder Wiedergabe eine zeitliche Umkehrung, Dehnung oder Teilung vorgenommen wird, das Ergebnis wird stets dasselbe bleiben. Bewegung im Film ist nur aufgezeichnete Bewegung relativ zur Kadrierung. „Relativstatisch“ heißt in diesem Fall, dass das Verhältnis von Gegenstand und Objektiv unverändert bleibt, dass eine starre Achse zwischen Signal und Signalaufzeichnung besteht. Daraus folgend lässt sich sagen, dass Bewegung innerhalb der Kadergrenzen nur dann wahrgenommen wird, wenn sich entweder das Objekt im Verhältnis zur Kamera oder die Kamera im Verhältnis zum Objekt bewegt, kurz wenn es eine Relativbewegung gibt.
Gerade beim Film lässt sich einfach illustrieren, dass es einer weiteren Bewegung bedarf, um eine Bewegungsillusion zu erzeugen: Der Film muss durch den Projektor laufen. Die Eigenbewegung des Filmes kennt nur eine Richtung – vom ersten bis zum letzten Kader eines Streifens. Diese Informationsstruktur entlang eines zeitlichen Vektors lässt sich auch als Schichtung denken, und am anschaulichsten an der Form des Daumenkinos zeigen: Bei diesem Kinderspielzeug wird die Bewegungsillusion durch eine rasche Abfolge einzelner Zeitschichten erzeugt. Das Daumenkino beinhaltet, wie die Filmspule, die Gesamtheit aller räumlichen Bewegungsaspekte und kann als „Informationsblock“ verstanden werden. üblicherweise wird dieser Block von vorne nach hinten, entlang der Zeitachse, durchgeblättert, um die Illusion filmischer Bewegung zu erzeugen.

## Bewegungsdarstellung in der tx-transformation
tx-transform ist ebenfalls ein Schnitt durch diesen Informationsblock", aber nicht der Zeit-, sondern der Raumachse entlang. Es mag auf den ersten Blick nicht sehr wahrscheinlich erscheinen, dass diese „Raumschnitte“ zu lesbaren Bildern führen können, geschweige denn zu nachvollziehbaren Bewegungsabfolgen. Doch das ist keineswegs der Fall. Diese „Raumschnitte“ durch den Informationsblock haben eine Reihe von erstaunlichen visuellen Effekten zur Folge: Häuser fangen an, sich zu bewegen; Köpfe aus sich selbst herauszuwachsen; fahrende Züge mit zunehmendem Tempo immer kürzer zu werden u.v.m. Im Gegensatz zu herkömmlichen Filmen kommt bei tx-transformationen dem Festlegen der Kamera- bzw. Objektbewegung eine substantielle Bedeutung zu. Um das bei der Aufnahme festgehaltene Material auch zur Herstellung von tx-transformationen verwenden zu können, müssen verschiedene Parameter genau eingehalten und die unterschiedlichsten Kriterien in Bezug auf die Relativbewegung zwischen Kamera und Objekt erfüllt werden. Das übliche Weglassen unpassender Filmteile (Verschnitt) ist dabei nicht möglich, da sich ein einziges fehlendes Bild im Ausgangsmaterial auf die Wirkung der gesamten Abfolge auswirken würde. Das Ergebnis einer tx-transformation kann, abhängig von der Aufnahmeart, vollkommen abstrakt oder vollkommen realistisch erscheinen.
Die Verkörperung des Verfahrens in der Software ist urheberrechtlich geschützt. Für das Verfahren besteht die Europäische Patentanmeldung EP0967572 A2.

## Geschichtliches
Die Slitscan Film-Aufnahmetechnik hat ihre Ursprünge in den 1960er Jahren.
Douglas Trumbull, Special Effects Coordinator für Kubrics Epos 2001 – A Space Oddysey, benutzte die Vertauschung der Raum- und Zeitachsen, um die berühmten „Tunneleffekte“ gegen Ende des Films zu realisieren, und das ganz ohne Computertechnik.
Danach arbeiteten einige Filmemacher an und mit dieser Technik weiter, vor allem im Experimentalfilmbereich.
So entstand beispielsweise der Film The Fourth Dimension (1988) von Zbigniew Rybczynski.